# Плячковица
Плячковица е село в община Враня, Пчински окръг, Сърбия. Според преброяванията от 2002 и 2011 г., селото няма постоянно регистрирано население.

## Население
- 1948 – 82 жители
- 1953 – 73 жители
- 1961 – 64 жители
- 1971 – 58 жители
- 1981 – 26 жители
- 1991 – 33 жители
- 2002 – 0 жители
- 2011 – 0 жители